# Podbožur
Podbožur (cyr. Подбожур) – wieś w Czarnogórze, w gminie Nikšić. W 2011 roku liczyła 19 mieszkańców.